# Nina Radojčić
Nina Radojčić (Beograd, Srbija, 5. kolovoza 1989.) srpska je pjevačica koja je predstavljala Srbiju na Pjesmi Eurovizije 2011. u Düsseldorfu. Pobijedila je na srbijanskom prednatjecanju „Pesma za Evropu” s pjesmom Kristine Kovač Čaroban. Pjesma je u prvoj polufinalnoj večeri 10. svibnja zauzela 8. mjesto, a u završnici 14. svibnja 14. mjesto.